# 11.ª circunscripción senatorial de Chile
La 11.ª circunscripción senatorial de Chile es una de las dieciséis entidades electorales de este tipo que conforman la República de Chile. Su territorio comprende la totalidad de las comunas de la Región de La Araucanía, ubicada geográficamente en la zona sur de Chile. Fue creada en 2015 por medio de la ley 20.840, a partir de la antigua 14.ª circunscripción senatorial y 15.ª circunscripción senatorial. Con una población que, según el censo del año 2017, alcanza los 957.224 habitantes, elige cinco de los cincuenta senadores que integran el Senado de Chile.

## Representación
A febrero de 2023, la circunscripción senatorial 11 de Chile es representada por los siguientes senadores para el periodo 2018-2026:
| Periodo | Senador | Senador                                 | Senador            | Senador | Senador                                         | Senador                     | Senador | Senador                             | Senador                   | Senador | Senador                            | Senador             | Senador | Senador                              | Senador       | Mandato                                       |
| Periodo | Nombre  | Nombre                                  | Partido            | Nombre  | Nombre                                          | Partido                     | Nombre  | Nombre                              | Partido                   | Nombre  | Nombre                             | Partido             | Nombre  | Nombre                               | Partido       | Mandato                                       |
| ------- | ------- | --------------------------------------- | ------------------ | ------- | ----------------------------------------------- | --------------------------- | ------- | ----------------------------------- | ------------------------- | ------- | ---------------------------------- | ------------------- | ------- | ------------------------------------ | ------------- | --------------------------------------------- |
| LV      |         | Felipe Kast Sommerhoff (Santiago, 1977) | Evolución Política |         | Francisco Huenchumilla Jaramillo (Temuco, 1944) | Partido Demócrata Cristiano |         | Jaime Quintana Leal (Lautaro, 1967) | Partido por la Democracia |         | José García Ruminot (Temuco, 1955) | Renovación Nacional |         | Carmen Gloria Aravena (Temuco, 1967) | Independiente | 11 de marzo de 2018 - Actualmente en el cargo |

## Historia electoral

### Elecciones parlamentarias de 2017
| Pacto                               | Pacto                       | Candidato/a                          | Candidato/a                    | Partido                     | Votos                       | %        | Resultado |        |
| ----------------------------------- | --------------------------- | ------------------------------------ | ------------------------------ | --------------------------- | --------------------------- | -------- | --------- | ------ |
|                                     | G. Frente Amplio            |                                      | Juan Ortiz Soto                | PH                          | 3 657                       | 1.08     |           |        |
|                                     | G. Frente Amplio            | Aucán Huilcamán Paillama             | IND-PH                         | 11 794                      | 3.49                        |          |           |        |
|                                     | G. Frente Amplio            | Diego Alexis Ancalao Gavilán         | IND-PH                         | 6 118                       | 1.81                        |          |           |        |
|                                     | G. Frente Amplio            | Gabriela Paz Meléndez Tormen         | PH                             | 3 157                       | 0.93                        |          |           |        |
|                                     | G. Frente Amplio            | Gloria Mujica Ascuí                  | PH                             | 2 078                       | 0.62                        |          |           |        |
|                                     | G. Frente Amplio            | Lucía Cecilia Tormen Méndez          | PH                             | 1 483                       | 0.44                        |          |           |        |
|                                     | H. Sumemos                  |                                      | Eduardo Díaz Herrera           | AMP                         | 13 393                      | 3.97     |           |        |
|                                     | H. Sumemos                  | Ema Vidal Díaz                       | AMP                            | 3 789                       | 1.12                        |          |           |        |
|                                     | H. Sumemos                  | Tatiana Rudolph Espinoza             | AMP                            | 1 724                       | 0.51                        |          |           |        |
|                                     | H. Sumemos                  | Juan Edilberto Ramírez Villagra      | AMP                            | 1 148                       | 0.34                        |          |           |        |
|                                     | N. La Fuerza de la Mayoría  |                                      | Jaime Quintana Leal            | PPD                         | 34 331                      | 10.17    | Senador   |        |
|                                     | N. La Fuerza de la Mayoría  | Alberto Antonio Pizarro Chañilao     | PPD                            | 5 949                       | 1.76                        |          |           |        |
|                                     | N. La Fuerza de la Mayoría  | Claudia Andrea Palma Núñez           | PPD                            | 3 248                       | 0.96                        |          |           |        |
|                                     | N. La Fuerza de la Mayoría  | Patricia del Carmen Coñomán Carrillo | PCCh                           | 3 501                       | 1.04                        |          |           |        |
|                                     | N. La Fuerza de la Mayoría  | Flor Domínguez Rosas                 | PS                             | 2 962                       | 0.88                        |          |           |        |
|                                     | O. Convergencia Democrática |                                      | Fuad Eduardo Chahín Valenzuela | PDC                         | 37 961                      | 11.24    |           |        |
|                                     | O. Convergencia Democrática | Francisco Huenchumilla Jaramillo     | PDC                            | 38 203                      | 11.31                       | Senador  |           |        |
|                                     | P. Chile Vamos              |                                      | Felipe Kast Sommerhoff         | EVO                         | 63 605                      | 18.83    | Senador   |        |
|                                     | P. Chile Vamos              | Carmen Gloria Aravena Acuña          | EVO                            | 4 185                       | 1.24                        | Senadora |           |        |
|                                     | P. Chile Vamos              | José García Ruminot                  | RN                             | 33 493                      | 9.92                        | Senador  |           |        |
|                                     | P. Chile Vamos              | Germán Becker Alvear                 | RN                             | 25 608                      | 7.58                        |          |           |        |
|                                     | P. Chile Vamos              | José Villagrán Sandoval              | UDI                            | 2 493                       | 0.74                        |          |           |        |
|                                     | P. Chile Vamos              | Gustavo Hasbún Selume                | UDI                            | 11 764                      | 3.48                        |          |           |        |
|                                     | R. Independientes           |                                      | Rojo Edwards Silva             | IND                         | 22 074                      | 6.54     |           |        |
| Votos válidamente emitidos          | Votos válidamente emitidos  | Votos válidamente emitidos           | Votos válidamente emitidos     | Votos válidamente emitidos  | Votos válidamente emitidos  | 337 718  | 90.37     | 90.37  |
| Votos nulos                         | Votos nulos                 | Votos nulos                          | Votos nulos                    | Votos nulos                 | Votos nulos                 | 14 570   | 3.90      | 3.90   |
| Votos en blanco                     | Votos en blanco             | Votos en blanco                      | Votos en blanco                | Votos en blanco             | Votos en blanco             | 21 435   | 5.74      | 5.74   |
| Total de sufragios emitidos         | Total de sufragios emitidos | Total de sufragios emitidos          | Total de sufragios emitidos    | Total de sufragios emitidos | Total de sufragios emitidos | 373 723  | 100.00    | 100.00 |
| Fuente: Servicio Electoral de Chile |                             |                                      |                                |                             |                             |          |           |        |